# Спортивное сердце
Спортивное сердце — понятие спортивной медицины, симптомокомплекс характерных изменений адаптационного и приспособительного характера в сердце, возникающий из-за повышенных физических нагрузок, в результате чего увеличивается сердце и снижается пульс в состоянии покоя.
Спортивное сердце ассоциируется с физиологическим перестроением вследствие повторяющихся нагрузок на сердце. Часто встречается у спортсменов, тренирующихся больше часа в день и, в первую очередь, при тренировках на выносливость и в тяжёлой атлетике. Не является опасным, но может скрывать серьёзные заболевания, либо ошибочно диагностируется как какое-либо опасное заболевание. Одним из ключевых отличий спортивного сердца от гипертрофии миокарда является отсутствие диастолической дисфункции левого желудочка, несмотря на увеличенную массу сердца.
Считается, что термин «спортивное сердце» впервые в литературе был упомянут в 1899 году шведским ученым Саломоном Хеншеном.

## Характеристика изменений
Чаще всего «спортивное сердце» проявляется изменениями графической записи ЭКГ, отражающей развитие электрофизиологических феноменов вследствие морфологических изменений миокарда, определяемых методами ЭхоКГ или инвазивными методами.
В основе изменений на ЭКГ у спортсмена лежат нижеописанные физиологические механизмы.
1. Резко выраженное превалирование функции парасимпатической нервной системы.
Усиление тонуса блуждающего нерва в условиях занятий спортом может вести к обнаружению различных ЭКГ-феноменов, которые могут как маскировать серьёзные нарушения, так и быть причиной излишне пристального внимания врача к спортсмену и необоснованного отстранения его от занятий спортом.
2. Морфологическое ремоделирование миокарда.
Вследствие занятий спортом, у спортсменов развиваются изменения объемов камер сердца и толщины стенок миокарда. Они трактуются, преимущественно, как эксцентрическая гипертрофия, которая более характерна для спортсменов, тренирующих качество выносливости. У спортсменов, тренирующих исключительно силу, могут формироваться элементы концентрической гипертрофии. Все эти изменения могут быть свойственны физиологическому спортивному сердцу. Понятия о физиологическом и о патологическом спортивном сердце были впервые сформулированы в России Г. Ф. Лангом.
3. Электрофизиологическое ремоделирование миокарда.
Описанные выше физиологические механизмы формируют особенности электрической активности миокарда у спортсмена, которым трудно дать иное название, кроме как «электрофизиологическое ремоделирование». Эти изменения являются частью физиологического спортивного сердца и, как правило, не имеют отношения к патологическому электрофизиологическому ремоделированию, свойственному некоторым заболеваниям, затрагивающим миокард.

## Значение
Множество специалистов относятся к проблеме «спортивного сердца» без должного внимания, считая, что, по определению Г. Ф. Ланга, «термин „Спортивное сердце“ можно понимать двояко: 1) как сердце более работоспособное (в смысле способности удовлетворять, в результате систематической тренировки, более высоким требованиям, предъявляемым ему при усиленной и длительной физической работе), или 2) как сердце патологически измененное, с пониженной работоспособностью в результате чрезмерных напряжений спортивного характера». Однако Г. Ф. Ланг, как основоположник данного направления, считал, что чрезмерные мышечные напряжения, как острые однократные, так и систематически повторяемые, вызывают рано или поздно патологические изменения в миокарде, вследствие которых может развиться сердечная недостаточность и даже наступить смерть.
Состояние сердечно-сосудистой системы — основной системы, функция которой лимитирует спортивную работоспособность спортсмена — должно быть предметом тщательного внимания спортивного врача, задачей которого являются правильная оценка функционального состояния, разработка методов ранней диагностики, рациональных методов лечения и, что особенно важно, мер профилактики.
«Спортивное сердце» есть фактор развития внезапной смерти спортсменов.

## Дифференциальные критерии
Установление ассоциации между морфологическими изменениями миоцитов и занятиями спортом посредством пункционной биопсии.
Увеличенные в размерах при исследовании инвазивными и неинвазивными методиками полости сердца и мышечная масса сердца.
Наличие ассоциированных со спортом электрофизиологических ЭКГ-феноменов (например, синдром ранней реполяризации желудочков).
Для скрининг-диагностики рекомендуется рутинное использование ЭКГ, согласно «Рекомендации по толкованию 12-канальной ЭКГ у спортсменов (Heart. 2010; 31 (2) :243-59)»